# Thomas Holland, I duca di Surrey
Thomas Holland (Fotheringhay, 1374 – 7 gennaio 1400) è stato un nobile inglese, terzo conte di Kent, primo duca di Surrey, quarto barone di Holland e Conte maresciallo di Inghilterra. Venne inoltre insignito del titolo di cavaliere dell'ordine della giarrettiera.

## Biografia
Era figlio di Thomas Holland, II conte di Kent e di Alice FitzAlan. Per parte di madre discendeva dalla reale stirpe dei Lancaster.
Alla morte di suo padre nel 1397, gli succedette come terzo conte di Kent e quarto barone Holand. A quel tempo lo zio di Thomas Riccardo II d'Inghilterra stava togliendo potere a Tommaso Plantageneto, I duca di Gloucester, e ai suoi seguaci e inviò proprio Thomas ad arrestare il proprio zio il conte di Arundel. Come ricompensa ricevette una parte dei terreni confiscati e il 29 settembre 1397 venne creato duca di Surrey. Un altro suo zio John Holland divenne invece duca di Exeter.
Sposò Lady Joan Stafford, figlia di Hugh de Stafford, II conte di Stafford.
Surrey insieme a molti consiglieri di Riccardo II venne arrestato dopo la deposizione del re ad opera di Enrico IV d'Inghilterra nel 1399. Subì la confisca di titoli e proprietà.
Con lo zio John Holland complottò per assassinare Enrico IV, liberare Riccardo II dalla prigionia e rimetterlo sul trono. Il complotto, chiamato Epiphany Rising, venne però scoperto e Kent venne catturato e giustiziato.
Non lasciò prole e gli succedette il fratello Edmund.